# Miss USA 1987
O Miss USA 1987 foi a 36ª edição do concurso Miss USA realizada em Albuquerque, Novo México, no dia 17 de fevereiro de 1987. O evento foi apresentado por Bob Barker. Após o final da competição, Michelle Royer se tornou a terceira vencedora consecutiva do Texas na etapa americana do Miss Universo.

## Resultados

### Classificações
- Miss USA 1987: Michelle Royer (Texas)
  - 2ª colocada: Clotilde “Cloe” Helen Cabrera (Flórida)
  - 3ª colocada: Diane Martin (Arizona)
  - 4ª colocada: Dawn Fonseca (Missouri)
  - 5ª colocada: Sophia Bowen (Geórgia)

### Semifinalistas
- Joan Berge  (Illinois)
- Katharine Manning  (Mississippi)
- Tammy Perkins  (Nevada)
- Kriston Killgore  (Novo México)
- Marsha Ralls  (Virgínia)
- Paula Morrison  (Virgínia Ocidental)